# Darnet
Darnet (en francès Darnets) és un municipi francès situat al departament de la Corresa i a la regió de la Nova Aquitània.

## Demografia
| 1962                                       | 1968 | 1975 | 1982 | 1990 | 1999 | 2007 |
| ------------------------------------------ | ---- | ---- | ---- | ---- | ---- | ---- |
| 275                                        | 283  | 279  | 321  | 304  | 341  | 343  |
| Des de 1962: població sense dobles comptes |      |      |      |      |      |      |

## Administració
| Període   | Identitat          | Partit |
| --------- | ------------------ | ------ |
| 1947-1989 | Henri Continsouza  |        |
| 1989-2004 | Alain Brette       |        |
| 2004-2010 | Philippe Rossignol |        |
| 2010-     | Valentin Cordero   |        |